# Ludwig Fleck
Ludwik Fleck (11. července 1896, Lvov – 5. července 1961, Nes Cijona, Izrael) byl polský mikrobiolog, lékař a teoretik vědy židovského původu. 

## Život
Ludwik Fleck nejprve studoval na polském lyceu a následně byl studentem medicíny na univerzitě ve Lvově. Roku 1920 se stal asistentem a nejbližším spolupracovníkem biologa Rudolfa Weigla. Společně ve lvovské laboratoři pracovali na vývoji očkovací látky proti skvrnitému tyfu. Mezi lety 1923 a 1935 pracoval v oddělení vnitřní medicíny ve Všeobecné nemocnici ve Lvově a jako ředitel bakteriologického ústavu. Od roku 1935 působil v Bakteriologickém institutu, který sám založil. Když byl roku 1939 Lvov obsazen sovětskou armádou, přešla lékařská část univerzity pod Ukrajinský lékařský institut. Po obsazení Lvova německou armádou ztratil Fleck místo a se svou ženou Ernestinou Waldmanovou a synem Ryszardem museli odejít do židovského ghetta, kde pracoval jako lékař a zároveň se nadále věnoval vědecké činnosti.
Dokázal izolovat z moči látky potřebné pro očkování proti tyfu. Zjistil, že určité protilátky obsahuje i moč nemocných tyfem. Jelikož byl již před válkou známý díky svým publikacím v zahraničí, neušel další pozornosti nacistů. Ti ho v prosinci 1942 společně s jeho rodinou uvěznili a nutili ho vyrábět sérum proti tyfu pro Němce. V lednu 1943 byl i s rodinou deportován do Osvětimi i tam se věnoval výzkumu vakcín proti tyfu[nepřesný odkaz], syfilidě a jiným nemocem. Od prosince 1943 až do osvobození 11. dubna 1945 byl nucen pracovat v laboratoři koncentračního tábora Buchenwald pro takzvaný Institut hygieny SS.
Ludwik Fleck, jeho žena i syn válku přežili. V období 1945–1952 pracoval jako vedoucí mikrobiologického institutu fakulty medicíny na univerzitě Marie Sklodowské-Curie v Lublinu. Roku 1952 se i se svou ženou přestěhoval do Varšavy, kde se stal ředitelem oddělení mikrobiologie a imunologie na polském státním institutu. Roku 1954 byl zvolen do polské akademie věd.
Po infarktu a nálezu rakovinného bujení emigroval Fleck s manželkou za svým synem do Izraele. Tam vedl Fleck institut pro biologický výzkum v Nes Cijona. Zde 5. července 1961 na druhý infarkt zemřel.
Ludwik Fleck se jako vědec zabýval také filozofií a sociologií vědeckého poznání. Zavedl pojem „kolektivní myšlení“: lidé, myslící nějakým způsobem podobně, patří do stejné myšlenkové skupiny. Poznání musí být chápáno jako funkce tří součástí: je to vztah mezi jedincem, nějakým záměrem a danou komunitou, která si je podobná myšlením a uvnitř které se jedinec pohybuje. To ovšem funguje pouze v tom určitém způsobu myšlení mající původ v dané komunitě. Jeho hlavní dílo Entstehung und Entwicklung einer wissenschaftlichen Tatsache. Einführung in die Lehre vom Denkstil und Denkkollektiv, které vyšlo v roce 1935 v Basileji, zůstalo téměř bez povšimnutí. Až v roce 1962 americký fyzik a filozof Thomas S. Kuhn v předmluvě ke své knize Struktura vědeckých revolucí (česky 1997) vyzdvihl Fleckovu knihu jako jednu ze svých základních inspirací.

## Dílo
- Vznik a vývoj vědeckého faktu
- Zkušenost a fakta
- Zpráva o vyvraždění Židů ve Lvově a Treblince